# Лиценз за транспортен пилот
Лицензът за транспортен пилот (на английски: Airline Transport Pilot Licence, ATPL) заедно с Лиценза пилот на многоекипажен самолет (MPL) (на английски: Multi-Crew Pilot Licence, MPL) и Лиценза за търговски пилот (CPL) (на английски: Airline Transport Pilot Licence, CPL) е вид професионален лиценз за пилот.